# Rahtawu
Rahtawu is een bestuurslaag in het regentschap Kudus van de provincie Midden-Java, Indonesië. Rahtawu telt 4466 inwoners (volkstelling 2010).